# Circus (videogioco)
Circus è un videogioco arcade a schermata fissa, simile a un clone di Breakout, prodotto da Exidy nel 1977. Venne prodotto su licenza in varie altre edizioni, tra cui Clowns della Midway e in Giappone Acrobat TV della Taito.
Nel biennio 1982-1983 la Commodore pubblicò conversioni ufficiali dalla versione Midway, con il titolo Clowns, per i computer Commodore 64 e Commodore VIC-20.
Il 27 febbraio 2007 il progetto MAME ha annunciato che H.R. Kaufmann ha reso disponibili gratuitamente e liberamente diverse ROM dei giochi di Exidy, tra cui Circus e Star Fire.

## Modalità di gioco
Si tratta di un videogioco ispirato a Breakout (uscito alcuni mesi prima ma sempre nello stesso anno), di cui però non è un clone bensì una variante, con un'ambientazione circense: nei livelli di Circus il muro di mattoni è infatti sostituito da tre file di palloncini - di tre colori diversi - che scorrono nella parte superiore dello schermo. Per completare un livello bisogna far scoppiare tutti i palloncini dirigendo su di essi, a turno, uno dei due clown posizionati sull'altalena presente in fondo allo schermo. Si usa una paddle per spostare a destra o a sinistra l'altalena, la quale assolve dunque alla stessa funzione della racchetta di Breakout. 
All'inizio di ogni livello sull'altalena sta un solo pagliaccio, mentre l'altro farà il suo ingresso da una delle quattro passerelle configurate a mo' di trampolino presenti nella schermata, poste a differenti altezze. Se il giocatore riesce a far atterrare il clown sull'altalena, l'altro pagliaccio salterà verso le tre file di palloncini per cercare di farne scoppiare qualcuno, dopodiché bisognerà riportare incolume questo secondo clown sull'altalena facendo sì che il compagno salti nell'identico modo, e si procederà sempre così finché non verranno fatti esplodere tutti i palloncini. Il giocatore passa poi a un nuovo livello.
Ognuno dei due pagliacci potrebbe non avere abbastanza velocità per raggiungere i palloncini se l'altro clown non sarà atterrato perfettamente sull'altalena. I clown rimbalzano sui palloncini, sulle pareti e sui trampolini, ma possono anche passare direttamente attraverso due o più palloncini se si muovono abbastanza rapidamente. Rimbalzeranno dai trampolini solo quando si stanno dirigendo verso il basso. 
Il giocatore riceve 20 punti facendo scoppiare un palloncino giallo, 50 punti se il palloncino è verde e 100 punti se il palloncino è blu: far scoppiare un'intera fila di palloncini produce un effetto sonoro e assegna un bonus moltiplicato per 10.
Le vite a disposizione sono tre: si perde una vita ogni volta che un clown mancherà l'atterraggio sull'altalena sfracellandosi quindi al suolo.
La versione arcade ha schermo monocromatico; le tre file colorate di palloncini sono ottenute tramite pellicole sovrapposte al vetro.

## Cloni
- Circus Circus (Universal)
- Seesaw Jump (SEGA)
- Devil Circus (Banpresto)
- Pierrot (Uko)
- Piccolo (IPM)
- Bonpa (Nihon Bussan)